# Nikolai Reek
Nikolai Reek was de militair commandant van Estland tijdens de Estische Onafhankelijkheidsoorlog (1918-1920).

## Biografie
Reek studeerde in 1917 af van de militaire academie in Sint-Petersburg. Datzelfde jaar begon hij verschillende leidinggevende rollen te vervullen in het Estse leger tegen de Sovjet-Unie. Na de onafhankelijkheid vervulde hij verschillende belangerijke militaire rollen en was een korte tijd minister van defensie. In 1939 werd hij gepromoveerd tot luitenant-generaal.
Hij was getrouwd met Marie Clara Johanson, met wie hij twee dochters had. Zijn oudste dochter Larissa overleed in 1921. Zijn jongste dochter werd samen met haar moeder in 1941 gedeporteerd. Ze overleden beide in de Oblast Tomsk.
In 1941, na de Sovjetbezetting van Estland, werd Reek gearresteerd en gedeporteerd naar naar een goelag in Solikamsk, waar hij op 8 mei 1942 werd geëxecuteerd.

## Museum
Het zomerhuis van Nikolai Reek in Värska dient sinds 2020 als een museum. Het museum richt zich op het leven van Reek en de loop van de Estische Onafhankelijkheidsoorlog. Daarnaast behandelt museum de geschiedenis van Värska.

## Afbeeldingen

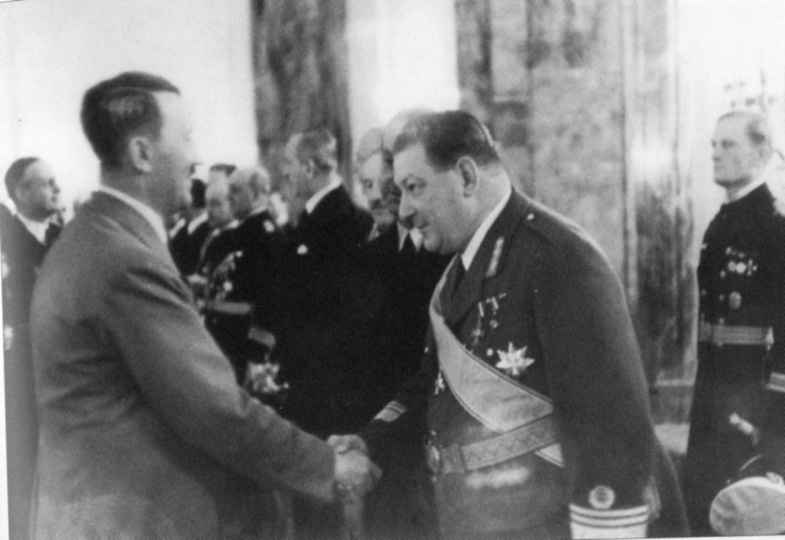
Reek groet Adolf Hitler in 1939
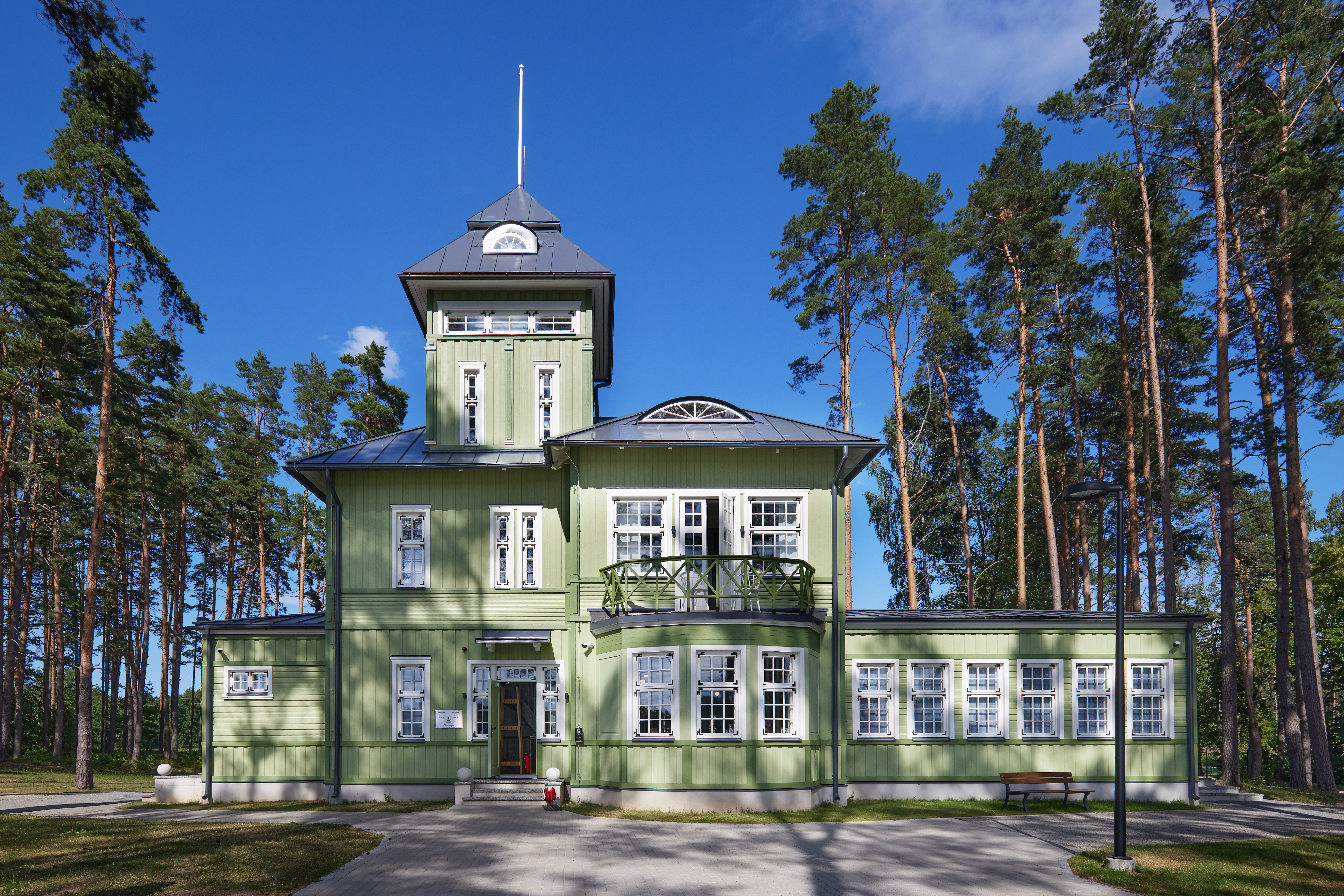
Nikolai Reeks zomerhuis in Värska